# Goyenia gratiosa
Goyenia gratiosa là một loài nhện trong họ Desidae.
Loài này thuộc chi Goyenia. Goyenia gratiosa được miêu tả năm 1970 bởi Raymond Robert Forster.